# Алвин (Тексас)
Алвин (енгл. Alvin) град је у америчкој савезној држави Тексас. По попису становништва из 2010. у њему је живело 24.236 становника.

## Демографија
Према попису становништва из 2010. у граду је живело 24.236 становника, што је 2.823 (13,2%) становника више него 2000. године.
| Група             | 2000.          | 2010.          |
| Белци             | 14.402 (67,3%) | 14.220 (58,7%) |
| Афроамериканци    | 452 (2,1%)     | 744 (3,1%)     |
| Азијати           | 170 (0,8%)     | 215 (0,9%)     |
| Хиспаноамериканци | 6.014 (28,1%)  | 8.767 (36,2%)  |
| Укупно            | 21.413         | 24.236         |